# کرکس سرزرد بزرگ
کرکس سرزرد بزرگ (نام علمی: Cathartes melambrotus) نام یک گونه از سرده پاکیزه‌گران است.